# Anthias cyprinoides
Anthias cyprinoides là một loài cá biển thuộc chi Anthias trong họ Cá mú. Loài này được mô tả lần đầu tiên vào năm 1986.

## Phân bố và môi trường sống
A. cyprinoides có phạm vi phân bố giới hạn ở vùng biển Đông Đại Tây Dương. Loài này chỉ được biết đến qua một vài mẫu vật ở phía tây nam của đảo Annobón thuộc Guinea Xích Đạo. Các mẫu vật được thu thập ở độ sâu 220 m, nhưng A. cyprinoides có thể được tìm thấy ở độ sâu khá sâu, khoảng từ 260 đến 589 m.

## Mô tả
A. cyprinoides trưởng thành có kích thước lớn nhất là khoảng 23 cm. Thân thuôn dài, hình bầu dục. Ổ mắt lớn hơn phần mõm. Toàn thân và đầu có màu nâu vàng. Hai bên đầu có 2 sọc vàng: một sọc từ sau mắt đến rìa mang và một sọc từ phía trước môi trên băng xuống vùng dưới mắt đến gốc vây ngực. Các vây có màu vàng xám. Đuôi xẻ thùy, chóp thùy tròn. Vây bụng dài.
Số gai ở vây lưng: 10 (gai thứ 3 đến tứ 6 thường dài nhất); Số tia vây mềm ở vây lưng: 15; Số gai ở vây hậu môn: 3; Số tia vây mềm ở vây hậu môn: 7 - 8; Số tia vây mềm ở vây ngực: 19 - 21; Số vảy đường bên: 38 - 43; Số lược mang: 38 - 43; Số đốt sống: 26.
Thức ăn của A. cyprinoides có thể là các loài sinh vật phù du và động vật giáp xác.